# فینکنباخ-گرسوایلر
فینکنباخ-گرسوایلر (به آلمانی: Finkenbach-Gersweiler) یک شهر در آلمان است که در دنرسبرگکرایس واقع شده‌است. فینکنباخ-گرسوایلر ۳۳۷ نفر جمعیت دارد.